# Trastorno de personalidad autodestructiva

### Riesgos de esta práctica
El masoquismo sexual con conductas incontrolables y recurrentes reviste significación clínica psiquiátrica y es potencialmente lesivo. La psicoterapia y el psicoanálisis pueden ayudar a poder disminuir los riesgos y conductas.
Algunas prácticas masoquistas son extremadamente peligrosas porque incluso pueden llegar a la muerte. Por ejemplo, la «hipoxifilia» o asfixia erótica, que implica ecitarse mediante la privación de oxígeno, que se puede dar mediante compresión torácica, nudos, ligaduras, bolsas de plástico, máscaras o productos químicos que pueden desmayar a la persona.
Trastorno de personalidad autodestructiva fue una propuesta de trastorno de personalidad. Se discutió en un apéndice de la tercera edición revisada del manual (DSM-III-R) en 1987, pero nunca fue formalmente admitido en el Manual diagnóstico y estadístico de los trastornos mentales (DSM en inglés). Como una alternativa, el diagnóstico personality disorder not otherwise specified, sigue en uso para el DSM-5. Una clasificación propuesta para versiones futuras es la de personality disorder-trait specified (PD-TS). Algunos investigadores y teóricos continúan usando el criterio DSM-III-R. El nombre código oficial del diagnóstico era, 301.90 (Trastorno de personalidad NOS).

## Diagnóstico

### Definición propuesta en DSM-II-R para ser revisada
Trastorno de personalidad autodestructiva es:
A) Un patrón generalizado de comportamiento autodestructivo, comenzando a principios de la edad adulta y presente en una variedad de contextos. La persona a menudo puede evitar o socavar experiencias placenteras, sentirse atraído por situaciones o relaciones en las que sufrirán y evitar que otras personas las ayuden, como se indica en al menos cinco de los siguientes:
1. Elige personas y situaciones que llevan a la decepción, el fracaso o el maltrato incluso cuando hay mejores opciones claramente disponibles
2. Rechaza o hace ineficaces los intentos de otros para ayudarlos
3. Después de eventos personales positivos (por ejemplo, un nuevo logro), responde con depresión, culpa o un comportamiento que produce dolor (por ejemplo, un accidente)
4. Incita a enojar o rechazar respuestas de otros y luego se siente herido, derrotado o humillado (por ejemplo, se burla de su cónyuge en público, provoca una réplica enojada y se siente devastado)
5. Rechaza las oportunidades para el placer o se niegan a reconocer que se divierten (a pesar de tener las habilidades sociales adecuadas y la capacidad para el placer)
6. No logra realizar tareas cruciales para sus objetivos personales a pesar de haber demostrado capacidad para hacerlo, por ejemplo, ayuda a los compañeros a escribir trabajos, pero no puede escribir los suyos
7. Está desinteresado en, o rechaza a las personas que siempre lo tratan bien
8. Se compromete con un sacrificio excesivo que no es solicitado por los destinatarios del sacrificio

B) Los comportamientos en A no ocurren exclusivamente en respuesta a, o en anticipación de, abuso físico, sexual o psicológico.
C) Los comportamientos en A no ocurren solo cuando la persona está deprimida

### Exclusión de DSM-IV
Históricamente, el masoquismo se ha asociado con la sumisión femenina. Este trastorno se volvió polémico desde el punto de vista político cuando se asoció con la violencia doméstica, que era considerada principalmente causada por hombres. Sin embargo un número de estudios sugiere que el trastorno es común. A pesar de su exclusión del DSM-IV en 1994, continúa disfrutando de una amplia difusión entre los médicos como un constructo que explica una gran cantidad de facetas del comportamiento humano.
El masoquismo sexual que "provoca angustia o deterioro clínicamente significativo en áreas sociales, ocupacionales u otras áreas importantes de funcionamiento" todavía está en el DSM-IV.

### Subtipos de Millon
Theodore Millon ha propuesto cuatro subtipos de masoquista. Cualquier masoquista individual puede encajar en ninguno, uno o más de los siguientes subtipos.
| Subtipo             | Descripción                             | Rasgos de personalidad |
| Masoquista virtuoso | Incluyendo características histriónicas | Orgullosamente desinteresado, abnegado; auto-ascético; las cargas se juzgan nobles, justas y santas; otros deben reconocer la lealtad y la fidelidad; Gratitud y aprecio esperados por el altruismo y la tolerancia.                        |
| Masoquista posesivo | Incluyendo características negativistas | Fascina y entrampa volviéndose celoso, sobreprotector, e indispensable; entrampa, toma control, conquista, esclaviza, y domina a otros siendo expiatorio a una falta; control por dependencia obligatoria.                                  |
| Masoquista abnegado | Incluyendo características evitativas   | Es "destrozado por el éxito"; Experimenta la "victoria por medio de la derrota"; gratificado por las desgracias personales, los fracasos y las humillaciones; evita los mejores intereses; elige ser víctima, arruinado, deshonrado.        |
| Masoquista oprimido | Incluyendo características depresivas   | Experimenta la miseria genuina, la desesperación, la angustia, el tormento, la enfermedad; Quejas usadas para crear culpabilidad en otros; Los resentimientos se manifestaron eximiendo de responsabilidades y abrumando a los "opresores". |